# Union sacrée (Portugal)
Pour les articles homonymes, voir Union sacrée.
Le ministère de l'Union Sacrée ou plus simplement Union sacrée était un projet politique apparu le 16 mars 1916, une semaine après la déclaration de guerre du Portugal à l'Allemagne, similaire à l'Union sacrée française. Ce projet était fondé sur l'union de tous les partis politiques en réponse à la nouvelle situation imposée par les Allemands.
Dans la pratique, seuls deux partis se sont réunis : le Parti démocrate, dirigé par Afonso Costa et le Parti républicain évolutionniste de António José de Almeida. Ce dernier en étant le président.
Cette union dura jusqu'au 25 avril 1917, constituant l'un des gouvernements le plus longtemps en poste (environ 406 jours) au cours de la Première République portugaise.